# Geowłóknina
Geowłókniny – płaskie geosyntetyki, wykonane z włókien polipropylenowych lub poliestrowych połączone mechanicznie - w wyniku igłowania (lub przeszywania) lub termicznie w wyniku zgrzewania. 
Mają zastosowanie jako separacja słabego podłoża nasypów w celu poprawy jego stateczności oraz przyspieszenia konsolidacji. Wykonuje się z nich warstwy rozdzielające między gruntami lub kruszywami o różnym uziarnieniu oraz warstwy podkładowe utrzymujące grunt pod geosiatkami, georusztami, geokratami, gabionami, przy budowie wzmocnionych skarp i nasypów. Stosowane są do zabezpieczenia brzegów rzek, ochrony wybrzeży, odzyskiwania lądu oraz przy budowie wałów i zbiorników wodnych. Służą do osłony systemów drenarskich w celu zabezpieczenia ich przed zamuleniem gruntem drobnoziarnistym. Zapewniają długotrwałą ochronę geomembran przy budowie składowisk odpadów, tuneli i zbiorników wodnych.
Ze względu na spełniane przez geowłókniny funkcje oraz obszary inżynierii, w jakich są stosowane, można wyodrębnić kilka zasadniczych grup geowłóknin.

## Geowłókniny filtracyjne
Geowłókniny, których główną funkcją jest filtracja, czyli zatrzymanie cząstek stałych przy jednoczesnym swobodnym przepływie wody między dwiema różnymi warstwami gruntów. Stosuje się je głównie do konstrukcji drenów francuskich (drenów kamiennych), owijania rur drenarskich, jako warstwa filtracyjna ograniczająca erozję wewnętrzną w budownictwie wodnym oraz pod gabionami i geokratami. 
Funkcje te najlepiej spełniają cienkie geowłókniny o optymalnych wymiarach porów i dużej wodoprzepuszczalności w kierunku prostopadłym do płaszczyzny. Te parametry decydują o występowaniu kolmatacji (zapychania się porów). W wielu przypadkach istotne jest też by miały określone wytrzymałości na rozciąganie. 
Istotne parametry:
- Wymiar porów O90: od 90 do 120 µm według PN-EN ISO 12956:2002
- Wodoprzepuszczalność w kierunku prostopadłym do płaszczyzny; min 90 l/m2/s (mm/s) według PN-EN ISO 11058:2002 h=50mm
- Wytrzymałość na rozciąganie 6 – 15 kN/m według PN ISO 10319:1996

## Geowłókniny filtracyjno–separacyjne
Najszersza grupa geowłóknin spełniająca funkcje separacji i filtracji. Trwale zapobiegają mieszaniu się różnych warstw podłoża, przez co możliwa jest redukcja grubości warstw nośnych w konstrukcjach podbudów oraz wydłużenie ich trwałości. Właściwości filtracyjne geowłókniny pozwalają na znacznie szybszą konsolidację gruntów poprzez odfiltrowanie wody. 
Dobór geowłóknin zależny jest od istniejących warunków i potrzebnych efektów.
Główne obszary zastosowań to separacja poszczególnych warstw konstrukcyjnych dróg tymczasowych, dojazdów, dróg leśnych, dróg stałych, lotnisk, autostrad, torowisk parkingów, placów składowych, boisk, nasypów, wałów, falochronów i innych konstrukcji ziemnych.
Istotne parametry:
- Wytrzymałość na rozciąganie: w zależności od projektu.
- Wodoprzepuszczalność prostopadła do płaszczyzny: według projektu (większa niż wodoprzepuszczlność gruntów w jakich jest stosowana)
- Odporność na przebicie: według projektu
- Wydłużenie przy zerwaniu wzdłuż/wszerz pasma pasma: min 40/40%, max 60/60% według PN ISO 10319:1996

## Geowłókniny filtracyjno–separacyjne dla trudnych warunków
Są to specjalne geowłókniny łączące w sobie wiele cech różnych geowłóknin. Jednocześnie zapewniają wysokie parametry mechaniczne i hydrotechniczne. Są to z reguły dwu warstwowe geowłókniny, z których jedna zapewnia duża wytrzymałość na zrywanie i przebicie, natomiast druga jest filtrem zatrzymującym drobne cząstki stałe przy zapewnieniu swobodnego przepływu wody. Takie właściwości pozwalają na zastosowanie geowłóknin w miejscach gdzie są one narażone na uszkodzenia przy instalacji lub eksploatacji. Są to np. narzuty kamienne przy zabezpieczeniu brzegów morskich lub na falochronach.
Istotne parametry:
- Wytrzymałość na rozciąganie: w zależności od projektu.
- Wodoprzepuszczalność prostopadła do płaszczyzny i w płaszczyźnie: według projektu
- Odporność na przebicie: według projektu
- Wydłużenie przy zerwaniu wzdłuż/wszerz pasma pasma: min 40/40%, max 60/60% według PN ISO 10319:1996

## Geowłókniny ochronno-drenażowe
Są to grube geowłókniny o dużej odporności na przebicie oraz zdolności do transmisji wody lub gazów w płaszczyźnie. Mają zastosowanie jako ochrona geomembran oraz drenaż przy budowie zbiorników, składowisk odpadów, placów składowych, tuneli. 
Istotne parametry:
- Odporność na przebicie - CBR: min 5,0 kN według PN-ISO 12236